# Veizer Roland
Veizer Roland (Nagyvárad, 1979. június 11.) magyar nemzetközi labdarúgó-játékvezető.  1990-ben költözött családjával Magyarországra, jelenleg Debrecenben lakik.

## Pályafutása

### Labdarúgó-játékvezetőként

#### Nemzeti játékvezetés
A játékvezetői vizsgát letéve a Hajdú-Bihar megyei Labdarúgó-szövetség különböző labdarúgó bajnokságaiban szerezte meg a szükséges tapasztalatokat. Ellenőreinek és sportvezetőinek javaslatára 2005-ben sorolták az országos keretbe, NB. II-es játékvezetőnek. 2007-ben debütálhatott az NB. I-ben. A Ligakupában is rendszeresen foglalkoztatott sportember. 2008-tól a futsal (4+1) kispályás labdarúgás egyik élvonalbeli játékvezetője. Első ligás mérkőzéseinek száma: 75 (2013)
A 2013–14-es szezontől nem került be a profi játékvezetői keretbe, 2022-ig az NB II-es keretben tartották számon. 2022. május 22-én visszavonult a játékvezetéstől.
| Időpont          | Helyszín                         | Mérkőzés típusa           | Mérkőzés                              | Eredmény | Nézők száma |
| ---------------- | -------------------------------- | ------------------------- | ------------------------------------- | -------- | ----------- |
| 2007. július 28. | Grosics Gyula Stadion, Tatabánya | első NB. I-es mérkőzése   | FC Tatabánya–Nyíregyháza Spartacus FC | 0 : 1    | 1500        |
| 2013. május 11.  | Pápa                             | utolsó NB. I-es mérkőzése | Lombard Pápa - Eger FC                | 6 : 1    | 500         |

#### Nemzetközi játékvezetés
2007-ben a Málta–Bosznia-Hercegovina U21-es Európa Bajnoki selejtező mérkőzésen Sápi Csaba FIFA játékvezető tartalék játékvezetőjeként közreműködött.

## Sportvezetői pályafutása
Hajdú-Bihar megyei Labdarúgó-szövetség Játékvezető Bizottságnál (JB) a Talent-program (FIFA-UEFA játékvezető fejlesztés) felelőse.
2024. szeptemberértől az MLSZ Hajdú-Bihar vármegyei Igazgatóság Játékvezetői Bizottságának elnöke.

## Külső hivatkozások
- Veizer Roland. focibiro.hu (Hozzáférés: 2022. május 22.)